# Luís Wittnich Carrisso

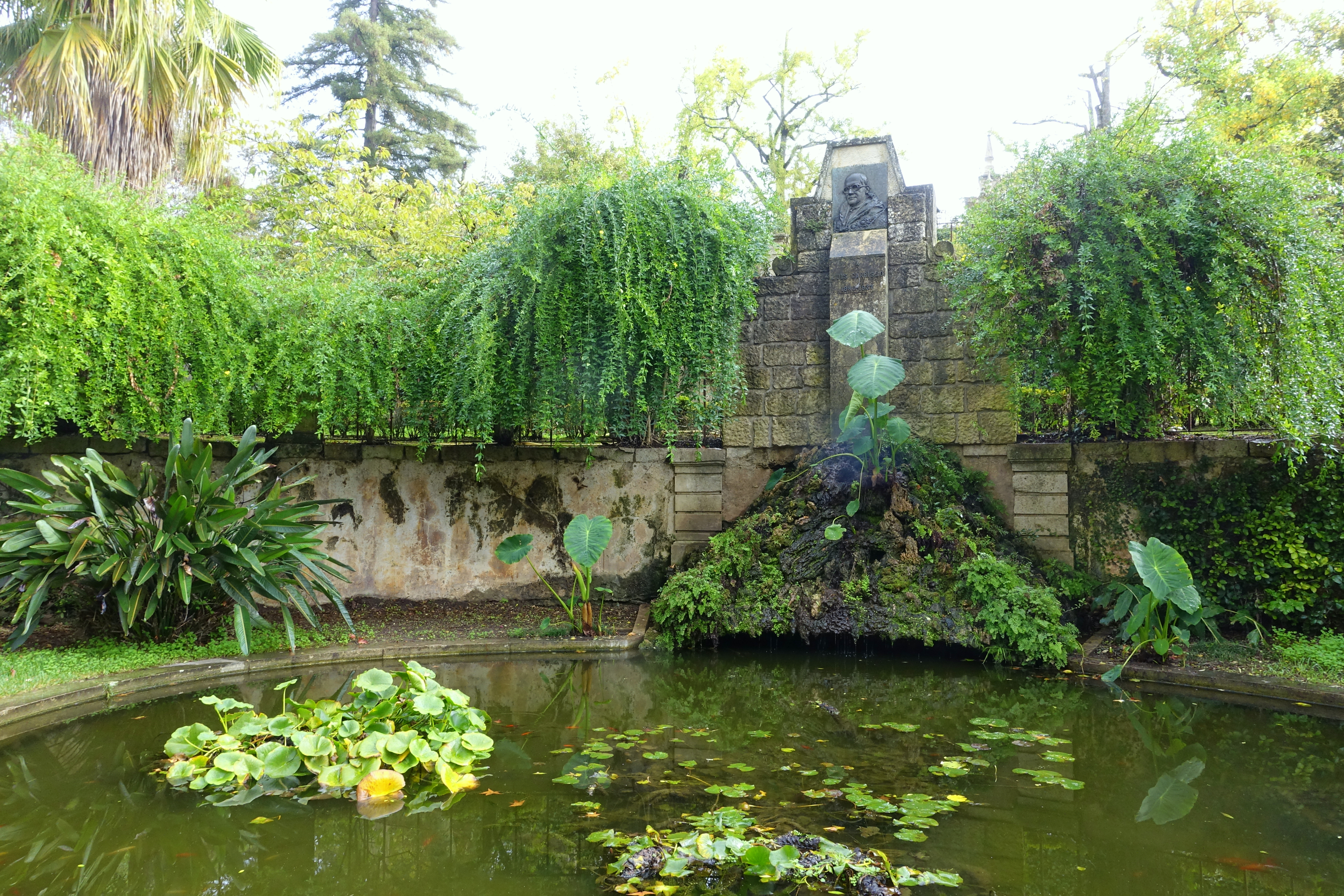
Monumento memorial a Luís Carrisso no Jardim Botânico da Universidade de Coimbra, em Coimbra, Portugal

Luís Wittnich Carrisso GOSE • GCIP (Figueira da Foz, 14 de Fevereiro de 1886 — Deserto do Namibe, Angola, 14 de Junho de 1937) foi um professor universitário e botânico português, Professor Catedrático da Faculdade de Ciências da Universidade de Coimbra e director do Instituto Botânico Júlio Henriques.
O seu nome é homenageado na taxonomia botânica, nomeadamente no género Carrissoa da família Fabaceae (onde se inclui a Carrissoa angolensis) e no epíteto específico da espécie Dissotis carrissoi da família Melastomataceae. Existe na Figueira da Foz um arruamento com o seu nome..

## Biografia
Organizou três missões científicas às antigas colónias portuguesas.
Na primeira missão, partiu no dia 1 e Junho de 1927, acompanhado apenas por outro naturalista, Francisco de Ascensão Mendonça. Durante seis meses, ambos percorreram o território angolano, recolhendo espécies de herbário.
No dia 10 de Agosto de 1929, uma comitiva um pouco menor do que se previa – incluindo oito professores e 13 alunos – zarpou de Lisboa no paquete João Belo. Duas semanas depois, o grupo estava em Luanda e durante um mês e meio percorreu 6000 quilómetros de estradas
Das expedições de 1927 e 1929 tinham resultado, além de um filme, largas centenas de fotografias – ainda hoje existentes. Foi a partir destas imagens que Carrisso pensou numa colecção de diapositivos, a ser distribuída pelas escolas, acompanhada de um guia explicativo – uma espécie de powerpoint dos anos 1930.
A 11 de Abril de 1931 foi feito Grande-Oficial da Ordem Militar de Sant'Iago da Espada.
No dia 21 de Julho de 1932, 36 caixas foram despachadas pela Universidade de Coimbra – uma para cada um dos 33 liceus nacionais, uma para a Figueira da Foz, de onde Luís Carrisso era natural, uma para Luanda e uma ainda para o gabinete de Salazar.
A única caixa que se conhece atualmente o paradeiro está na escola secundária Sá de Miranda, em Braga, não se sabe se os diapositivos chegaram a ser usados e encontra-se no museu da escola.
Em 1937, cinco anos depois da sua iniciativa pedagógica, Luís Carrisso voltou a Angola com outros naturalistas, em mais uma expedição botânica. Foram recolhidos 25.000 exemplares de plantas que, somados ao conhecimento adquirido nas missões anteriores, permitiram a publicação posterior de uma obra de referência sobre a flora africana.
Em termos científicos, a terceira missão foi um sucesso. Mas, por ironia do destino, a viagem encerrou os esforços de Carrisso da forma mais dramática possível. No dia 14 de Junho, depois de quatro meses em Angola e quando a viagem se aproximava do fim, o naturalista sentiu-se mal depois de regressar de uma colina no deserto do Namibe e morreu na tenda em que acampava.
Faleceu de síncope cardíaca, aos 51 anos de idade, quando, no final da sua terceira expedição científica a Angola, explorava o deserto do Namibe (Moçâmedes). Após se sentir indisposto quando escalava a encosta de Kane-Wia, morreu no acampamento da expedição, a 2 quilómetros do morro das Paralelas, no qual se situa o Kane-Wia, e a 102 quilómetros da cidade de Moçâmedes. No local está uma placa com a inscrição: Dr. L. W. Carrisso XIV-VI-MCMXXXVII. Na expedição estava acompanhado por sua esposa, Ana Maria Costa Pereira de Sousa Wittnich Carrisso, por técnicos e colectores do Instituto Botânico de Coimbra, pelo naturalista britânico Arthur Wallis Exell e pelo botânico suíço John Gossweiller, então ao serviço do governo português em Angola.
A 3 de Setembro de 1937 foi agraciado com a Grã-Cruz da Ordem da Instrução Pública a título póstumo.

## Dados genealógicos
Era filho de Ignácio Augusto Carrisso e de Leopoldina Neumier Wittnich, natural de Lisboa, filha de João Frederico Wittnich, de Frankfurt, e de Madalena Neumier, natural de Alt Breissent, em Baden.
Nasceu a 14 de Fevereiro de 1886 na Rua Eng.º Silva, na Figueira da Foz, sendo baptizado em 10 de Abril. Foram padrinhos João Frederico Wittnich Carriço seu irmão e Emília Wittnich sua tia materna.